# 桂花乡 (金沙县)
桂花乡，是中华人民共和国贵州省毕节市金沙县下辖的一个乡镇级行政单位。

## 行政区划
桂花乡下辖以下地区：
回龙村、果松村、滥坝村和柿花村。